# 慈禧太后
孝欽顯皇后葉赫那拉氏（穆麟德轉寫：hiyoošungga gingguji iletu hūwangheo；1835年11月29日—1908年11月15日），通稱慈禧太后、慈禧、西太后，满洲镶蓝旗人，中國清朝晚期女性皇室成员、政治人物，為清文宗咸豐皇帝之后宮嬪妃（懿貴妃）和清穆宗同治皇帝的生母，也是清朝同治、光緒年間（1861—1908）大清帝國的實際上的最高統治者。其子同治帝登基後，上徽號「慈禧」；清德宗光緒皇帝登基後，尊稱其為皇爸爸或親爸爸；被尊称为老祖宗、老佛爺、老太后、慈禧老佛爺或太后老佛爺。她是中國史上最後一位享有太皇太后頭銜的人。
慈禧太后在同治、光緒臨朝聽政，是當時中國最高實權統治者，包括先前与慈安太后的兩宮聽政，掌權长达四十七年。期间發动政变兩次，立儲君两次，推動改革三次。谥號为「孝欽慈禧端佑康頤昭豫莊誠壽恭欽獻崇熙配天興聖顯皇后」，長度為清朝皇后及妃嬪之最，超過清朝的開國皇后，也超越孝德、孝貞（慈安太后）二位咸豐帝正妻。作為掌握中國最高權力的女性統治者，其四十七年的統治時期僅次於武則天。
慈禧太后駕崩仅三年後，辛亥革命爆發，慈禧太后的侄女、末代皇太后隆裕太后頒布《大清皇帝退位詔書》，大清王朝的統治結束。

## 生平
清朝道光十五年农历十月十日（公元1835年11月29日），慈禧太后出生于清朝首都顺天府京师劈柴胡同（今北京市西城区西四牌楼辟才胡同，据那根正口述），父為安徽寧池太廣道惠徵，母為归化城副都统惠顯之女镶黄旗满洲富察氏。根据《宫中档差务杂录》的記載，孝钦显皇后给其本家祖先祭祀时所写的文辞“孝次女”来看，孝钦显皇后應是惠徵的次女。

### 咸豐時期
咸豐二年二月十一日（1852年3月31日），時年十七歲的葉赫那拉氏在外八旗選秀中被指定“蘭貴人”（“蘭”字為那拉氏的“拉”字諧音），同年五月初九日由錫拉胡同19號四合院的本家送入圓明園，居儲秀宮麗景軒。
咸豐三年六月初三日（1853年7月8日），蘭貴人之父惠徵在鎮江府病逝。同年七月初六日报单内开，咸豐帝命沈振麟画皇上穿盔甲乘马式御容大挂轴一张，以及主位喜容稿九张，即兰贵人那拉氏等全體內庭主位俱有一幅畫像。
咸豐四年二月二十六日（1854年），時年十九歲的蘭貴人（《清实录》记為“懿貴人”）詔封“懿嬪”。根據《鴻稱通用》的記載，懿字的滿文意思為「端莊」和「文雅」，充分體現了文宗視角內孝欽顯皇后的性格。册文如下：
朕维椒庭翊化。修妇职于六宫。兰殿承晖。备内官于九御。特加命秩。式焕彝章。咨尔贵人那拉氏秉质粹和。褆躬端谨。佐袆衣而协吉。内则无违。习琼佩以迎祥。蕃厘克荷。是用封尔为懿嫔。锡之册命。尔其祗承纶綍。膺象服而攸宜。益懋温恭。迓鸿禧于靡既。钦哉。
咸丰五年十月十三日，候补员外郎春年和懋勤殿太监张得喜交御笔字条一张：「慎重和平」。咸豐帝命人用一寸蓝绫边贴储秀宫殿内，不进工匠，而張贴地方要问懿嫔娘娘。咸豐六年三月（1856年），懿嫔生下咸豐帝的第一子載淳（即日後的同治帝），晉封為“懿妃”。册文如下：
产惟椒闱佐治。徽扬四德之贤。瓜瓞衍祥。位重六宫之选。纶音载涣。彝典攸隆。咨尔懿嫔那拉氏。赋性柔嘉。秉心淑慎。嫔仪攸饬。克协翊乎中宫。懿範丕昭。久勤襄乎内政。兹以册命。封尔为懿妃。尔其祗承巽命。膺象服以延厘。懋赞坤元。迓鸿庥而笃庆。钦哉。
咸豐七年正月（1857年），時年二十二歲的懿妃晉封為“懿貴妃”。册文如下： 
朕惟椒涂佐治。含章应厚载之贞。瓜瓞延祺。笃祜启灵长之祚。焕芝泥而光贲。膺鞠采而荣增。咨尔懿妃那拉氏赋质金相。秉心玉粹。柔嘉维则。表令範于珩璜。淑慎其仪。懔芳规于图史。祥开麟定。恩奉龙章。瑞毓螽诜。吉符燕喜。既蕃禧之茂介。宜显秩之攸加。是用晋封尔为懿贵妃。锡之册宝。尔其坤仪懋赞。敬承昌燕之休。巽命丕扬。益荷庞鸿之泽。钦哉。
咸丰六年十二月二十七日，咸丰帝命人交「御笔福、禄、寿、喜」各一张。翌日，进内贴储秀宫大爷殿内，張貼的地方要问贵妃娘娘。咸豐帝體弱多病，兼之當時的清朝北有英法聯軍入侵北京、南有太平天國反清農民運動，正值內憂外患之際，讓他心力憔悴。懿貴妃工於書法，於是咸豐帝時常口授並讓其代筆批閱奏章，並且允許懿貴妃發表自己的意見，因而大臣們多對葉赫那拉氏不滿。
咸豐十年八月（1860年），英法联军在第二次鸦片战争中攻破大沽口，占领天津。随后在八里桥击溃了清军的精锐，京师危在旦夕。9月22日，咸丰帝率包含慈禧在內的一干宫眷逃往熱河避暑山庄避难，留恭親王奕訢在京师與聯軍議和。英法聯軍在北京大肆搶劫後，10月18日將包括圓明園在內的皇家“三山五園”焚燒，大火燒了三天三夜。
咸豐帝临终前将“御赏”、“同道堂”两方小玺分别赐予鈕祜祿氏皇后和太子载淳，并规定凡以后下发谕旨必须钤用此二玺为凭。据《热河密札》记载：“两玺均大行所赐，母后用‘御赏’玺，上用‘同道堂’玺，凡应朱笔处用此代之，述旨亦均用之，以杜弊端。”由于载淳年幼，“同道堂”玺便被其生母控制。也就是所有的旨意先由顧命八大臣擬定後，再交由兩宮太后審查後蓋上咸豐皇帝所賜的御印後，即可正式生效。咸丰帝令其年仅五岁的獨子载淳继承皇位，并任命怡親王載垣、鄭親王端華、戶部尚書肅順、額駙景壽、兵部尚書穆蔭、吏部左侍郎匡源、禮部右侍郎杜翰、太僕寺少卿焦祐瀛八人为「贊襄政務王大臣」，辅佐嗣君，人称“顾命八大臣”。
咸豐十一年七月十七日（1861年8月22日），咸丰帝在承德避暑山庄煙波致爽殿內駕崩，享年30歲。当天，同治帝奉嫡母皇后钮祜禄氏為“母后皇太后”，住烟波致爽殿的东暖阁；第二天，奉生母懿貴妃那拉氏封為“聖母皇太后”，住烟波致爽殿的西暖阁。两位太后分别被称为“东宮太后”和“西宮太后”。
|  | 敬事房日记档： “十七日卯时，大行皇帝殡天，敬事房传各等处摘缨子，随传自今日起皇后写皇太后，皇太子写皇上……随伺候万岁爷在大行皇帝前奠酒……【皇太后率琳贵太妃等】至灵前奠酒……” “十八日，敬事房首领丁传：【懿贵妃】亲封为皇太后。”【按：原档此处为“皇考懿贵妃”】 |

### 辛酉政變
咸豐帝死後，皇子載淳即位，9月3日發命，明年改元“祺祥”。
顾命八大臣与慈禧产生了严重的矛盾。而当时恭亲王奕訢已与西方列国达成议和，于9月5日赴热河奔丧。奕訢与慈禧秘密取得联系，决定策划一次政变。在慈禧的鼓动下，这次政变得到了慈安太后的同意。同年9月14日，山東道監察御史董元醇奏请两宫皇太后兩宮聽政，慈禧与慈安便召八大臣入议，八大臣以“本朝未有皇太后垂簾”为由拒绝。在奕訢的帮助下，慈禧取得了侍郎勝保、大學士賈楨等多人的支持。10月26日，咸丰帝的灵柩运回京师时，慈禧命八大臣护送灵柩殿后，自己与慈安、嗣君载淳則先达京师。随后，慈禧便先发制人，利用帝后和咸豐帝的梓宮回京的機會發動辛酉政變，設計逮捕了八大臣，判處怡親王載垣、鄭親王端華自裁、肅順斬立決，其他人革職。奕訢被封為議政王。
自此，八大臣势力被铲除。由八大臣拟定的年号“祺祥”也被廢除，11月7日下詔，廢除「祺祥」年號，翌年改元為“同治”，出自《書經·蔡仲之命》：「為善不同，同歸於治；為惡不同，同歸於亂」。同治甲子，載淳在北京紫禁城太和殿登基，頒詔天下，以第二年為同治元年，故稱同治帝。十一月乙酉朔，嫡母慈安太后、生母慈禧太后在養心殿正式垂簾聽政。登基時，同治帝年僅五歲，故其後一直由慈安太后、慈禧太后臨朝稱制，史稱兩宮聽政。

### 同治時期

#### 垂簾聽政
執政初期，在議政王奕訢的輔佐下，整飭吏治，重用漢臣，依靠曾國藩、左宗棠、李鴻章等漢族地主武裝；又在列強支持下，先後鎮壓了太平天國、捻軍、苗民、回民起義，緩解清王朝的統治危機，使清王朝得到暫時穩定。出於維護封建專制統治，她又重用洋務派，以“自強”和“求富”的方針，發展一些軍用，民用工業，訓練海軍和陸軍以加強政權實力。客觀上對中國的近代化起到了一定積極作用。這一時期，國內起義被平定，兩次鴉片戰爭暫時滿足列強的貪欲，外交上沒有吃大虧，洋務運動後清王朝的軍事實力有所提高，工商業有了初步發展，史稱為“同治中興”。 
同治十一年（1872年），同治帝載淳已滿18歲，慈禧不得已為他選后，次年兩宮太后撤簾歸政。但同治帝親政後為了盡孝心，下旨修繕圓明園以供慈安、慈禧兩宮太后居住，然而當時財政緊缺，圓明園殘毀嚴重，修復耗資甚鉅，同治帝堅持開工，引起奕訢等王公大臣多人反對，同治帝竟要將他們全部革職，慈禧出面制止了同治帝這一決定。
同治十三年（1875年），同治帝病逝，得年19歲。同治帝無後，慈禧太后立咸豐帝之弟奕譞之子載湉入嗣大宗，繼承大清皇位，改年號為“光緒”，兩宮太后再次聽政。

### 光緒時期

#### 光緒初年政局與中法戰爭
光绪六年（1880年），慈禧太后重病。
光绪七年（1881年），慈禧太后痊癒。同年，東太后慈安太后逝世，慈禧太后独自臨朝听政。
光緒九年（1883年），清法戰爭爆發，雙方在軍事上互有勝負，但朝廷卻主張“乘勝即收”。
光緒十年（1884年），清軍在北圻作戰不利，慈禧太后遂罷免恭親王奕訢為首的全班軍機大臣。以禮親王世鐸入值領班軍機，慶郡王奕劻領總理各國事務衙門，惟慈禧獨斷乾綱，此為甲申易樞朝局之變。
光緒十一年（1885年），與法國簽定《中法新約》，中國默認法國對越南的保護權。此條約亦加速中國西南邊陲淪爲法國的勢力範圍。
光緒十四年（1888年），光緒皇帝大婚，慈禧太后主張冊立其侄女，就是後來的隆裕太后為皇后。婚後光緒皇帝開始親政，但朝廷一切用人行政，仍惟慈禧之命是從，一體裁決：“上（光緒帝）事太后謹，朝廷大政，必請命乃行。”
光緒二十年（1894年），光緒帝以慈禧六十壽辰擬“在頤和園受賀，仿康熙、乾隆年間成例，自大內至園，路所經，設彩棚經壇，舉行慶典”。納海防捐以繕修頤和園、佈置點景，廣收貢獻。但因甲午戰爭吃緊，慈禧宣布停辦。

#### 甲午戰爭
光緒二十年（1894年），甲午海戰爆發。由光緒帝主導戰事，慈禧復議“不准有示弱語”。战争伊始，清軍便在朝鮮戰場上接連失利，而北洋水師在黃海之戰中又遭受嚴重挫折。光緒皇帝近臣阻止將朝鮮戰場上接連失利的消息呈報慈禧，直到李鴻章將自開戰以來與京師來往的電報呈給慈禧，慈禧驚覺戰況不妙，除了將宮內的三百萬兩銀子交給李鴻章外，並延長住在西苑的時間，停辦六旬壽典。李鴻章深知日本佔優勢，期冀列强干涉，以盡快結束戰爭。一方面為了討好慈禧，在慈禧宣布停辦六旬壽典之後，李鴻章送上九件禮品給慈禧，原本因戰事失利而停止送壽禮的事情，又在臣僚之間傳開，紛紛呈上壽禮，但隨著戰事吃緊，這項舉措使慈禧聲望下跌。鑒於列强干涉失敗，形勢日益緊張以及朝野上下的重重壓力，再加上金州、大連相繼陷落，旅順萬分危急的情況下，紫禁城寧壽宮内慈禧的壽典落幕。
由於戰事一直由光緒帝主導，慈禧無法過問，但隨著戰事吃緊，慈禧設法想主導戰事，除了關閉光緒帝與近臣們討論國政的書房外，將帝師翁同龢升為軍機大臣以得知戰事，一方面威脅珍妃，當作對光緒帝的懲罰，強迫光緒帝將主導戰事權交給慈禧，但戰事已無可挽回。
光緒二十一年二月（1895年），威海衛日艦及砲台夾攻劉公島，北洋水師全軍覆沒，日軍挺進山海關，京師告急。不得已，慈禧下定決心不惜代價向日本求和。三月，光緒帝派李鴻章為全權大臣，赴日議和。四月簽訂《馬關條約》，中國放棄對朝鮮國的宗主國地位，賠款二億兩白銀，割讓遼東半島（在俄羅斯帝國，德國，法國等西方列強干涉下，後以白銀3000萬兩贖回）、台灣、澎湖列島，開放4個通商口岸，允許大日本帝國在通商口岸開礦設廠。

#### 戊戌變法與慈禧訓政
光緒二十四年六月（1898年），光緒帝命翁同龢起草《明定國是詔》，覲見慈禧，得到應允。乃于翌日颁布，戊戌变法正式展開。但變法過於操切，觸動了滿洲貴族和眾多官僚的利益，反對者十之八九。慈禧支持維新强國，默許皇帝對變法反對者的制裁。但慈禧與康有為的摩擦愈趨激烈。當時傳言光緒帝聽信康有為之言授意維新派命袁世凱派兵殺榮祿，圍頤和園迫使慈禧歸政。慈禧太后聞之大怒，宣佈軟禁光緒帝，對外宣稱光绪帝得病，不能視朝，“不得已臨朝稱制”，因此慈禧重新訓政，此為戊戌政變。自此，爲期一百余日的維新變法終止，維新期間的大部分條綱被废止，維新派重要人物譚嗣同、楊銳、林旭、劉光第、楊深秀、康有溥等維新六君子被斩首，康有为、梁启超流亡海外。
上海師範大學教授雷家聖指出：日本前首相伊藤博文在戊戌變法期間到中國訪問。當時英國傳教士李提摩太向變法派領袖康有為建議，要求清朝方面聘請伊藤為顧問，甚至付以事權，變法派官員在伊藤抵華後，紛紛上書請求重用伊藤，引起保守派官員的警惕。保守派官員楊崇伊甚至就事件密奏慈禧太后：「風聞東洋故相伊藤博文，將專政柄。伊藤果用，則祖宗所傳之天下，不啻拱手讓人。」楊崇伊的激烈言論，促使慈禧太后在9月19日由頤和園回到紫禁城，意欲瞭解光緒皇帝對伊藤有何看法。

伊藤與李提摩太又向康有為提議「中美英日合邦」，於是在康有為的授意下，變法派官員楊深秀於9月20日上書光緒：「臣尤伏願我皇上早定大計，固結英、美、日本三國，勿嫌『合邦』之名之不美。」另一變法派官員宋伯魯也於9月21日上書言道：
「渠之來也，擬聯合中國、日本、美國及英國為合邦，共選通達時務、曉暢各國掌故者百人，專理四國兵政稅則及一切外交等事。」
雷家圣认为，这是欲將中國軍事、財稅、外交等國家大權，交於外人之手，所以慈禧太后驚覺事態嚴重，當機立斷發動政變，重新訓政，結束了戊戌變法。雷家圣亦認為「合邦」为外国的阴谋，康有为在戊戌变法前即曾与日本人联系，要与日本人联合召开「两国合邦大会议」:129。戊戌变法开始后，李提摩太又向康有为建议中、美、英、日四国「合邦」，藉以对抗俄羅斯帝國，他指出，这在当时是完全不切实际的。但身为高级知识分子的李提摩太却向康有为提出这种建议，动机令人怀疑。康有为更向光绪建议要向李提摩太与伊藤博文「商酌办法」，则控制权将完全掌握在外人手中。因此李提摩太「合邦」的计划，可以说是一个外交骗局，利用康有为等人对国际常识不足的弱点，诱骗康有为等人与光绪将交出军事、财政、外交等权力给外国人，任由外国操控宰割:154-155。
戊戌政變之後，許多官吏紛紛上書彈劾康有為、梁啟超等人，如兵部掌印給事中高燮曾於八月十一日上奏言：「從前朝鮮被倭人戕妃逼王，其明證也。」福建道監察御史黃桂鋆上奏：「大約康有為等，內則巧奪政權，外則私通敵國，其主持變法之說，皆欺人語也。」民間學者王先謙也批評康有為「借兵外臣，倚重鄰敵，以危宗社，又兼崔胤、張邦昌而有之，誠亂臣賊子之尤也。」當時的官僚與士大夫，已經將康有為等人的陰謀與朝鮮乙未事變作比較，並發現了其中的相似之處:158-159。

#### 義和拳事件與八國聯軍
受到戊戌政變的影響，慈禧太后在此后一段时间内开始排斥維新派，並因此利用端王載漪、剛毅等守舊親貴。而对于如何处置光绪帝，是否废黜他，成为朝野关注的焦点。

光緒二十四年十二月二十四日（1899年1月24日），以光绪帝名义下詔，溥儁被正式过继于同治帝，获得皇子身份，受詔入宮，封為大阿哥，有「立儲」之意，並以崇綺為師傅，命在弘德殿讀書，欽定年號「保慶」。是為己亥立儲。列國公使認為此舉有廢除光緒之意，拒絕入賀，廢立之事遂偃旗息鼓。

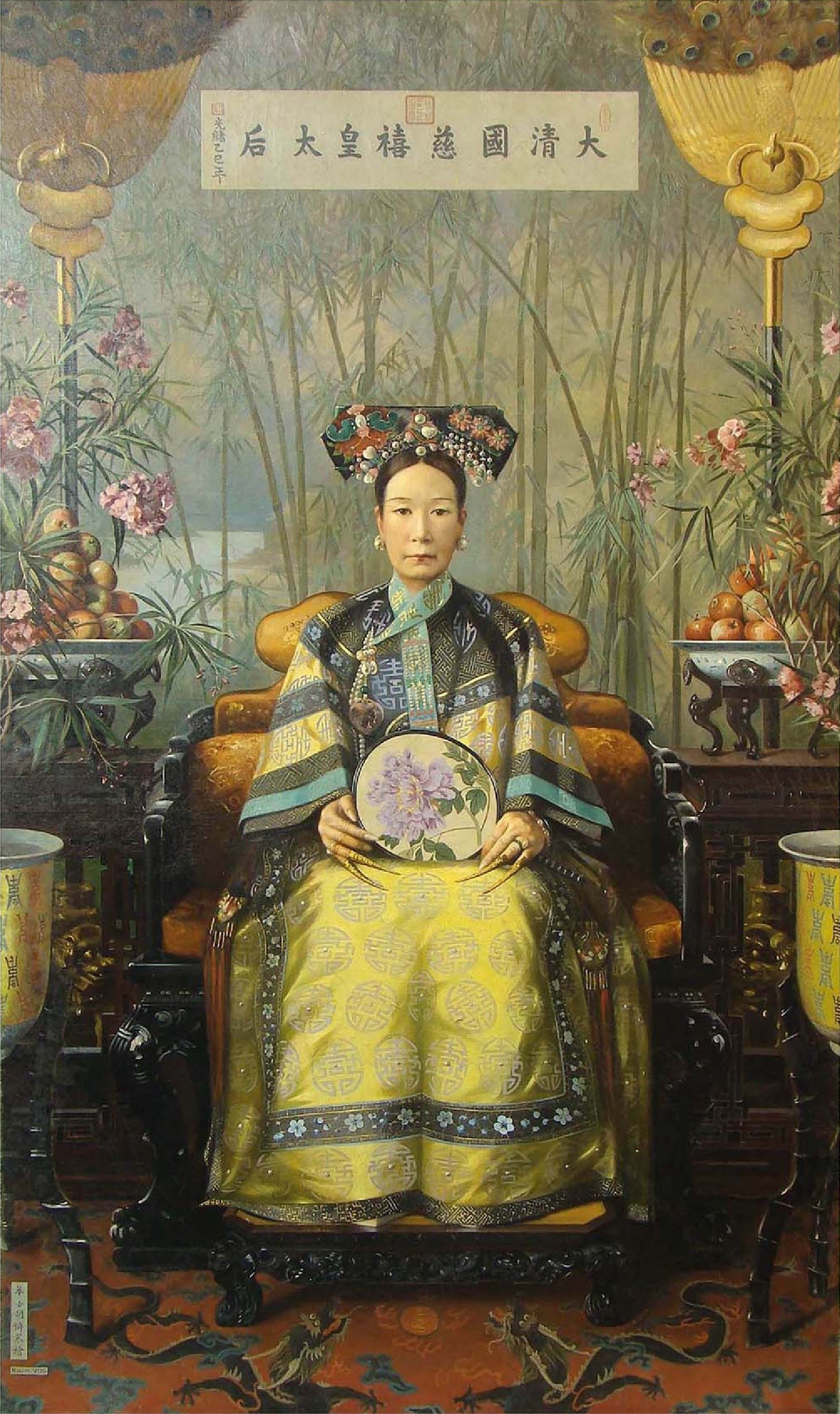
慈禧肖像，荷蘭畫家胡博·華士繪

載漪為求其子早日登基，乃利用皇太后對“洋人”的嫉忌之心，極力離間帝后。順此，朝中形勢乃逐漸演變為非理性仇視“洋人”的守舊親貴，結合保守的清流派，對抗主張務實外交的朝臣之局。在端王等當權親貴的縱容，甚至暗助之下，以扶乩迷信加上民族主義起家的義和團事件“庚子國變”乃得以大舉進入直隸、進迫北京，形成一股“逼宮”的形勢。
慈禧太后雖未必相信拳民“神功護體”、“刀槍不入”之說，但看到“民氣可用”；且号称上百万的义和团民已经在北京附近大量聚集，慈禧太后担心镇压义和团会促使其矛头转而指向清王朝，亦未嘗嚴令鎮壓拳民，終於釀成拳民大规模进入京畿，并且殘殺“教民”、攻擊外人、甚至殺死德國公使、日本外交官等人員的事故，引起八國聯軍干涉之禍。慈禧太后又誤信各國欲迫其退位的假情報，負氣处死主張透過外交途徑解決危機的五大臣，並随即對多國宣戰，至此大勢乃全無轉圜餘地。
光緒二十六年七月二十日（1900年8月14日凌晨），八國聯軍攻入北京；15日凌晨，攻紫禁城東華門，慈禧帶著光緒帝等宫眷自德胜门逃出京师，经过宣化、大同、太原，于九月到达西安。令奕劻、李鴻章為全權大臣，與列強進行談判，把戰爭的責任推到義和團身上，下令對義和團“痛加剿除”。

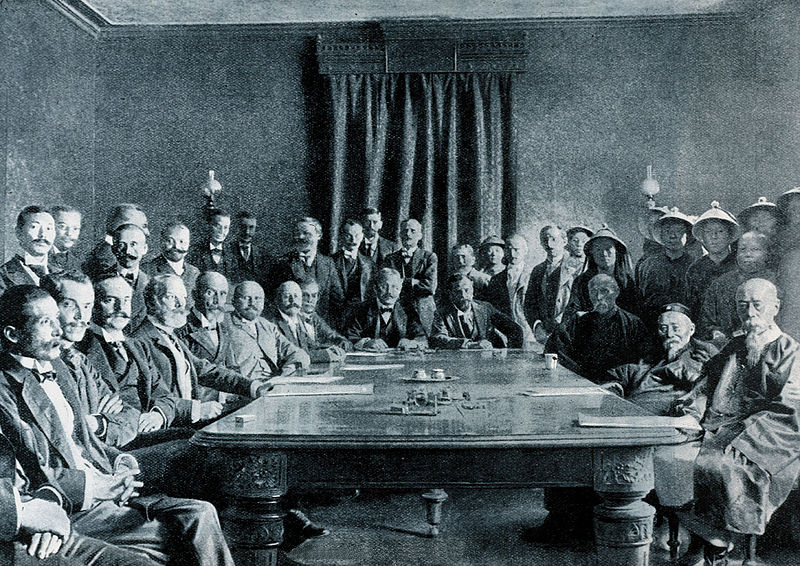
《辛丑和约》签订时的合影。条约對中國處以各樣懲罰性的條款

光緒二十六年十二月二十六日（1901年2月14日），批准《議和大綱》，並發布上諭，表示要「量中華之物力，結與國之歡心。」然而根据近年来的研究，此句话断章取义，联系《清史稿》上下文，本来的意思是“尽量少用中华之物力”。同年9月7日清廷與11個列強國家簽訂了《辛丑條約》，規定按照當時中國人口的數量賠款4.5億兩白銀，39年內賠款9.8億兩白銀，懲辦主戰官員，拆除大沽到北京沿線所有砲台等。是中國歷史上賠款最多的條約之一。
光緒二十八年十一月二十九日（1903年1月8日），歷時三月回到北京。慈禧和光緒帝都下詔罪己。端郡王載漪失势，溥儁也被废除大阿哥头衔，以公爵头衔迁出宫。

#### 庚子新政
光緒二十七年（1901年），簽訂了《辛丑条约》之後，慈禧太后為了挽回人心而下詔實行新政，是為庚子新政。这次改革比戊戌变法更广更深，实行千年之久的科举制度也被废除。在张之洞、刘坤一的建议下，慈禧决定效仿日本，实行君主立宪制，下令預備立憲，又派五大臣前往西方列國考察。
1904年（光緒三十年）日俄戰爭爆發，戰場正是在中國東北，慈禧太后对于这场在自己本土上的战争表示中立，而战争中大量东北地区平民遇难，使得中国的有识之士彻底看清清朝政府的腐败无能，决心进行变法或革命；與此同時，國內革命運動也愈發高漲。為了維持政權，慈禧作出要立憲的姿態。
1905年（光緒三十一年）派五大臣出洋考察，载泽等回京后提出立宪之三大利：“一曰，皇位永固；一曰，外患渐轻；一曰，内乱可弭。”1906年（光緒三十二年）又下詔預備立憲，上谕如下：
朕钦奉慈禧端佑康颐昭豫庄诚寿恭钦献崇熙皇太后懿旨，我朝自开国以来，列圣相承，谟烈昭垂，无不因时损益，著为宪典。现在各国交通，政治法度，皆有彼此相因之势，而我国政令积久相仍。日处阽险，忧患迫切，非广求知识，更订法制，上无以承祖宗缔造之心，下无以慰臣庶治平之望，是以前派大臣分赴各国考察政治。现载泽等回国陈奏，皆以国势不振，实由于上下相睽，内外隔阂，官不知所以保民，民不知所以卫国。而各国之所以富强者，实由于实行宪法，取决公论，君民一体，呼吸相通，博采众长，明定权限，以及筹备财用，经画政条，无不公之于黎庶。又兼各国相师，变通尽利，政通民和有由来矣。时处今日，惟有及时详晰甄核，仿行宪政，大权统于朝廷，庶政公诸舆论，以立国家万年有道之基。但目前规制未备，民智未开，若操切从事，涂饰空文，何以对国民而昭大信。故廓清积弊，明定责成，必从官制入手，亟应先将官制分别议定，次第更张，并将各项法律详慎厘订，而又广兴教育，清理财务，整饬武备，普设巡警，使绅民明悉国政，以预备立宪基础。著内外臣工，切实振兴，力求成效，俟数年后规模粗具，查看情形，参用各国成法，妥议立宪实行期限，再行宣布天下，视进步之迅速，定期限之远近。著各省将军、督抚晓谕士庶人等发愤为学，各明忠君爱国之义，合群进化之理，勿以私见害公益，勿以小忿败大谋，尊崇秩序，保守和平，以备储立宪国民之资格，有厚望焉。将此通谕知之，钦此。
1908年（光緒三十四年）頒布《欽定憲法大綱》，內容仿照德國和日本的憲法，維護皇帝“君上大權”。
1908年美國總統老羅斯福簽署法案，退還庚子賠款（庚款）一千多萬美元，希望讓中國人認識西洋文化，支持留美教育，與照顧中國官派留美學生；之後，英國、法國、比利時、意大利、荷蘭等國相繼；七國退還中國庚子之賠款“溢款”總數，約在海關銀三億兩左右。

### 晚年
光緒三十四年十月二十一日（1908年11月14日），光绪皇帝在北京中南海瀛臺涵元殿內駕崩（2008年考証為砒霜毒亡），享年37歲，大行皇帝無嗣，經慈禧皇太后臨崩前下詔，命醇親王载沣為監國攝政王，其長子溥仪繼承皇位，年號“宣統”，慈禧被尊為太皇太后。

光緒三十四年十月二十二日（1908年11月15日），慈禧太皇太后崩逝於北京中南海儀鸞殿的後殿福昌殿內，享壽72歲，結束了長達47年的統治。 

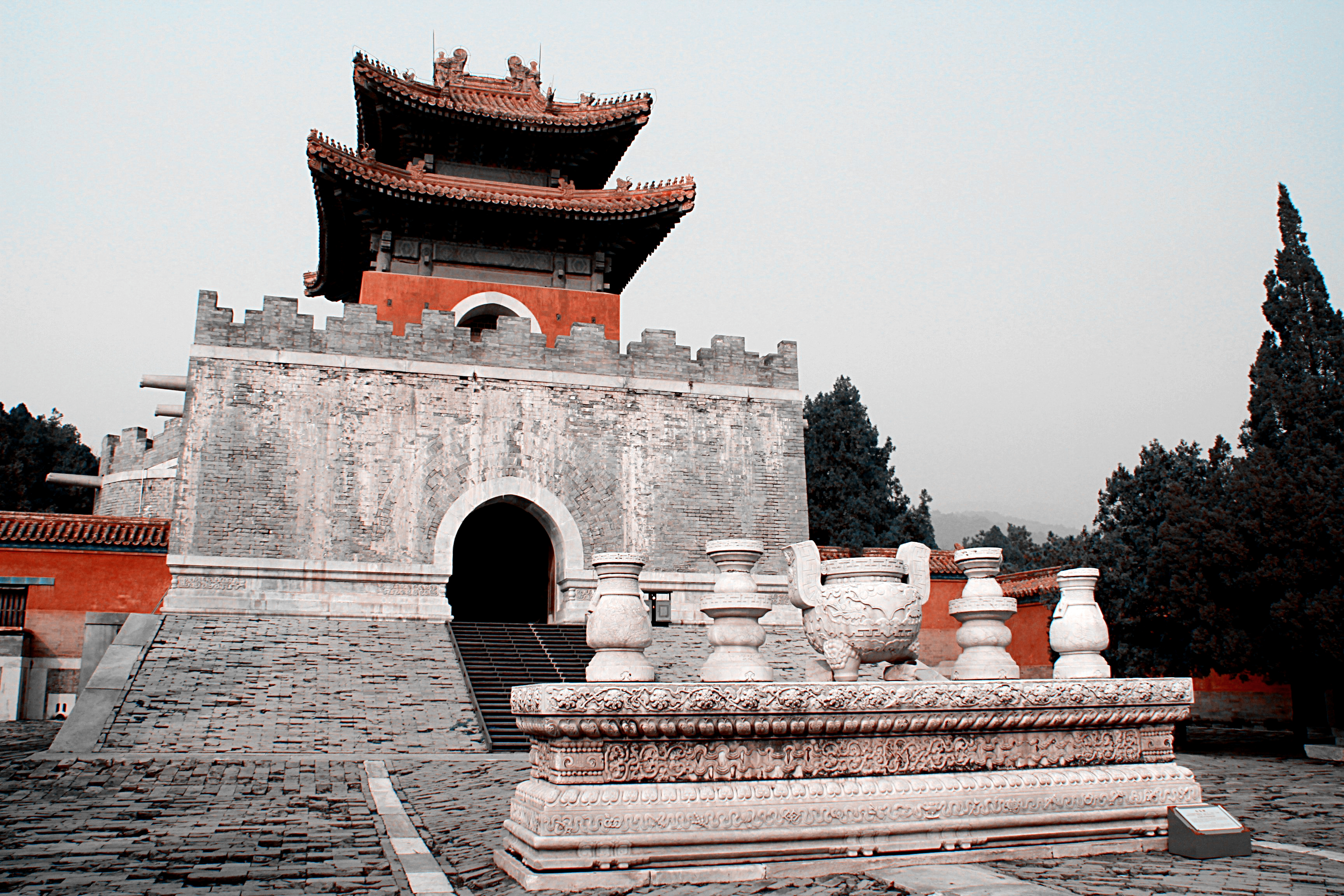
定东陵明楼

宣統元年十月四日（1909年11月16日），慈禧太后靈柩從北京紫禁城被遷至河北省遵化市清東陵內的菩陀峪定東陵安葬，其牌位被請入北京太廟供奉。定徽號慈禧端佑康頤昭豫莊誠壽恭欽獻崇熙太皇太后，諡號孝欽慈禧端佑康頤昭豫莊誠壽恭欽獻崇熙配天興聖顯皇后，簡稱孝欽顯皇后。諡號含皇后兩字的話，總長共25字，長度超過中國歷代皇帝以及皇后，成為中國之最。

### 身后之事

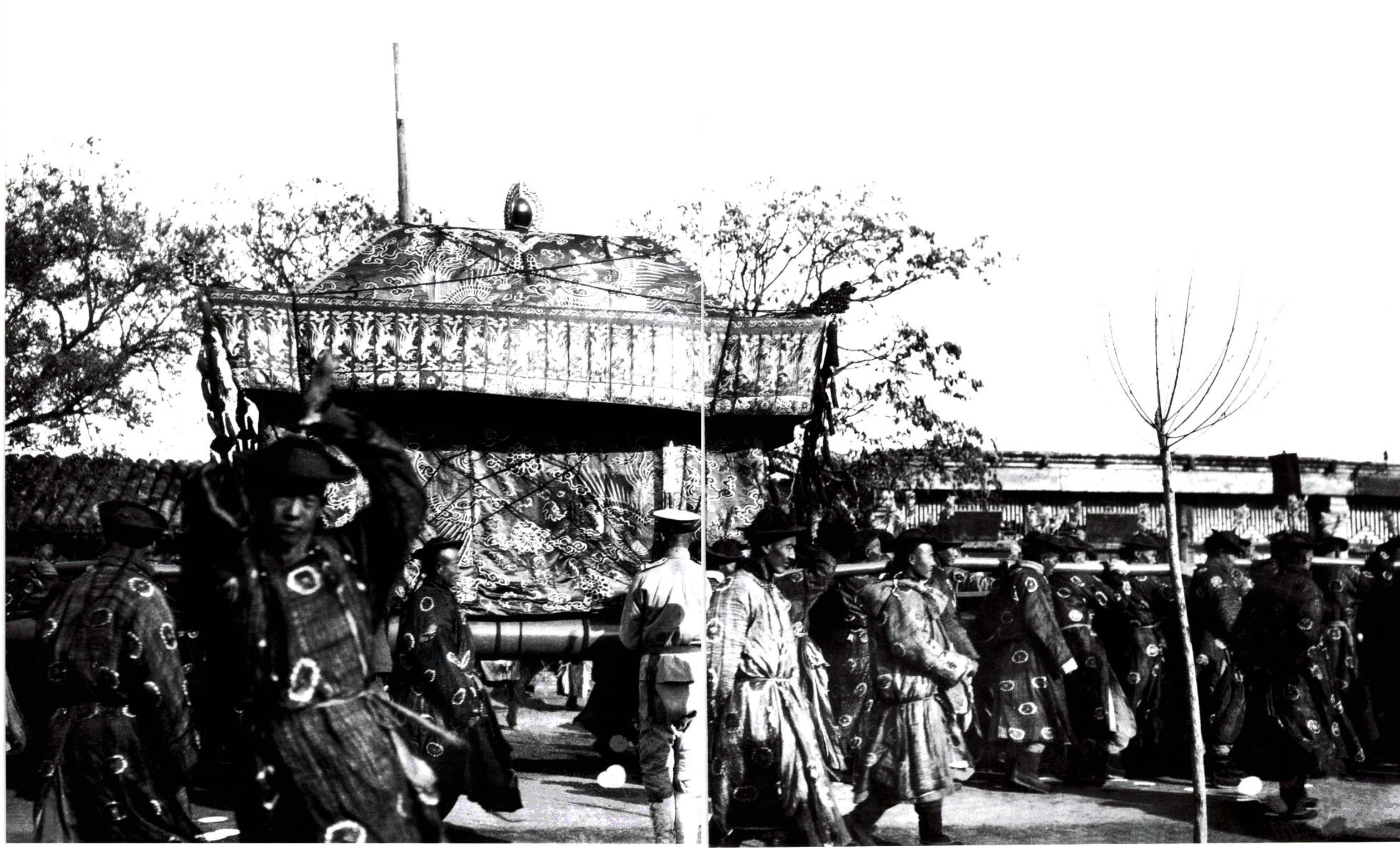
慈禧出殡实照

#### 東陵修建
慈禧的陵寝菩陀峪定东陵，营建工程歷时十三年，直到她崩駕前才告结束。計耗白银227万两。

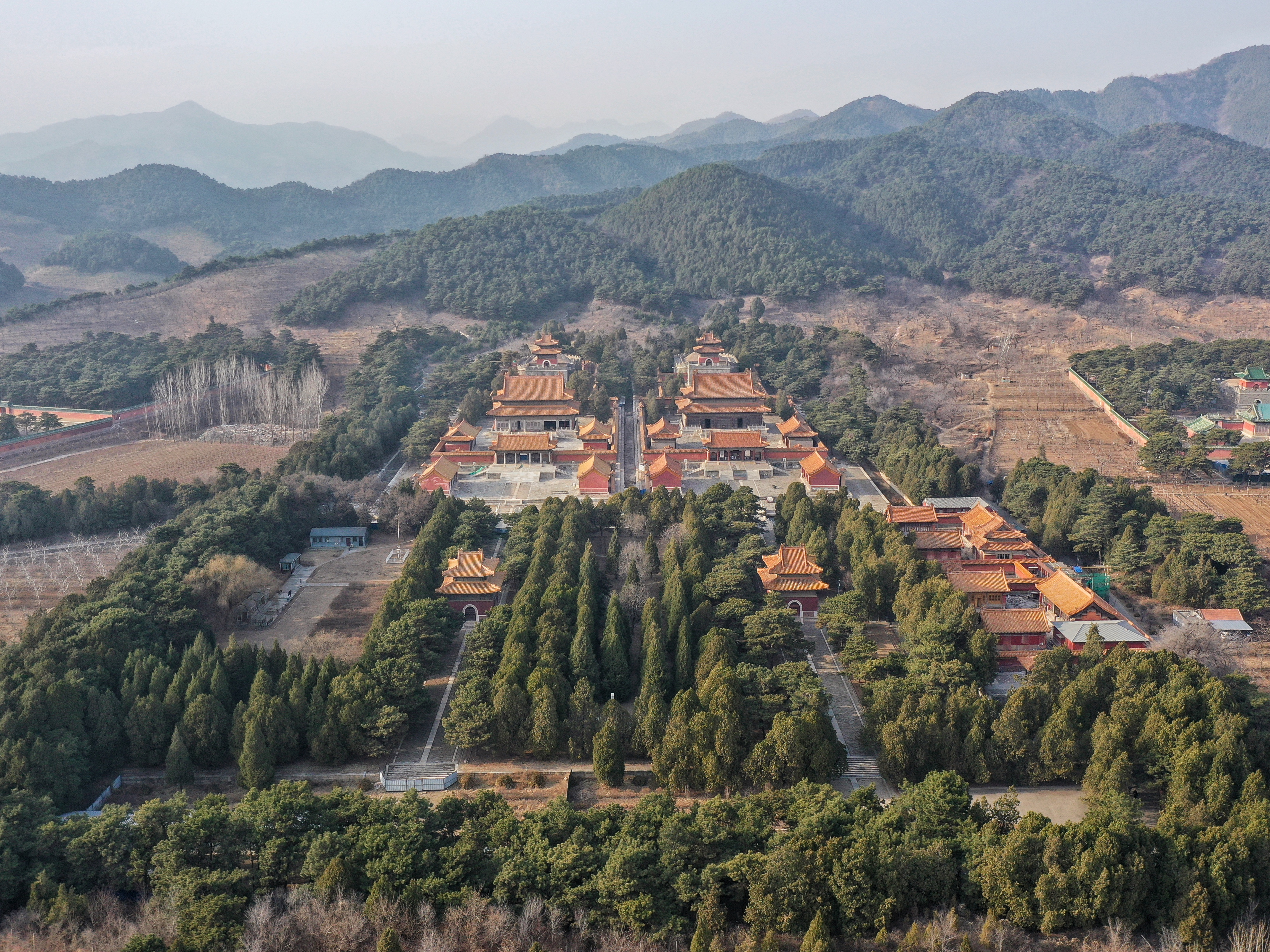
菩陀峪定东陵（右）全景，左侧为慈安陵墓

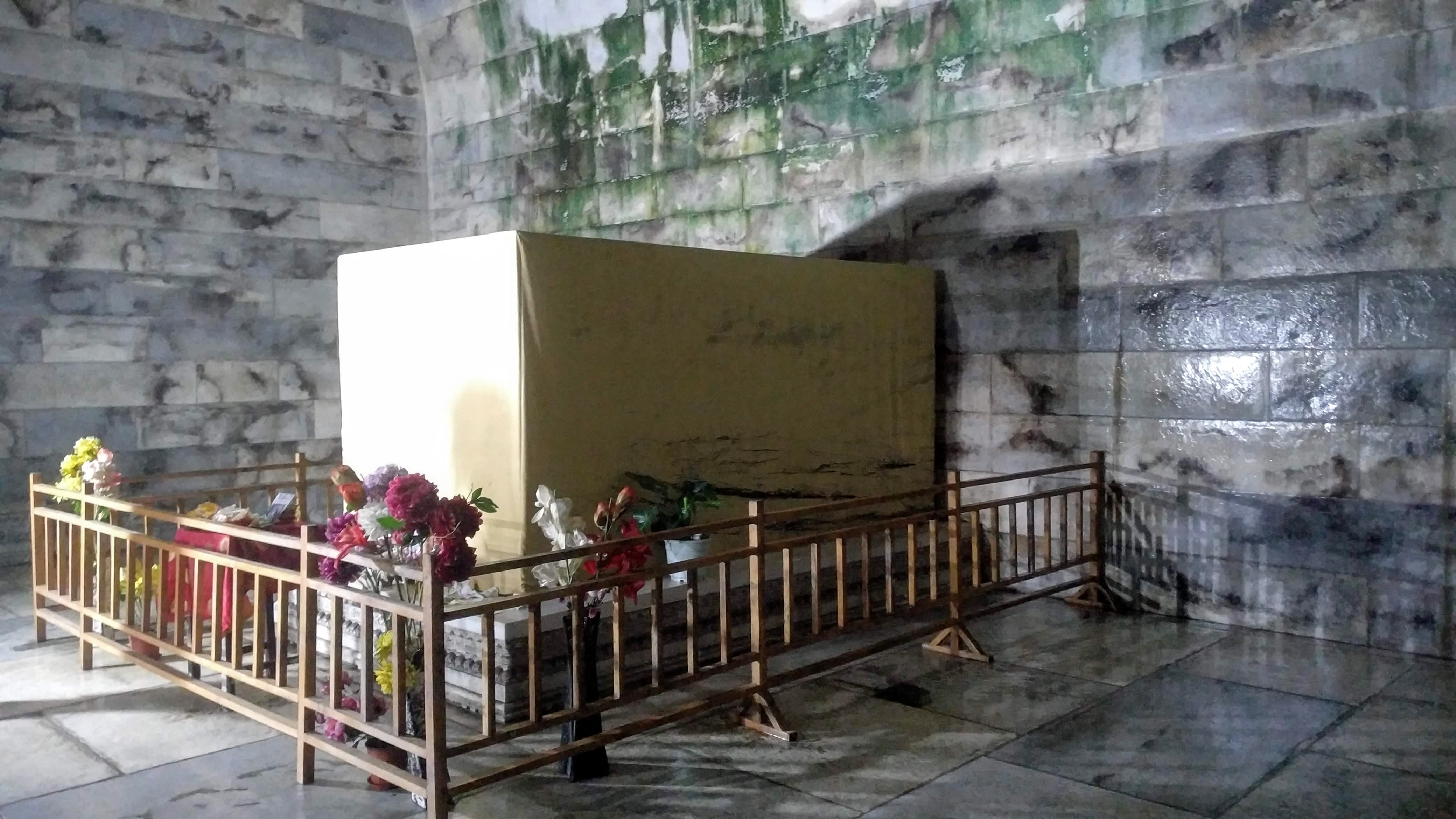
慈禧陵地宫内景

建筑材料的贵重、工艺的精湛、装饰的奢华等方面均居於清朝皇后陵寢之首位。既是与清朝諸帝陵相比，某些帝陵也要比她逊色很多。她的隨葬品之奢华也令人瞠目结舌，嘆为观止。慈禧的隨葬品分为两部分：生前置放於墓中金井里的珍宝与下葬时的隨葬珍品，许多都是极其罕见的旷世奇宝，价格和价值也根本无法估量。

#### 東陵盜墓事件
1928年6月，军阀孙殿英藉演习之名，率其部下对慈禧的菩陀峪定东陵和乾隆帝的裕陵进行大规模盗掘。盗墓者将定东陵内的珍宝洗劫一空，甚至连慈禧口中所含的一粒大如鸡蛋的夜明珠都被挖走，此案即是轰动全国的「東陵事件」（即「清東陵盜寶案」）。雖在清皇室遺族呼吁下，民国政府即派员调查此事。但孙殿英对外宣称是报祖上孙承宗之仇，并将其中部分盗取之宝，贿赂蔣宋美龄、孔祥熙等人，案件查办結果最终還是不了了之。寓居天津之清遜帝溥仪只得派人将挖出之慈禧遗骨另重新敛葬，后来溥仪於其回忆录中提及，慈禧太后之口含夜明珠被盗並改餽赠给某位民初权贵夫人（暗指蔣宋美龄），也不追究孙殿英盜陵責任此事，自此让他出現不平之憤，也影響其在30年代後與日本人合作成立满洲国的重要原因之一。

## 傳說軼事
大英帝国外交官埃德蒙·巴恪思爵士，第二代從男爵曾出使清朝，據其著作《太后与我》（Decadence Mandchoue The China Memoirs of Sir Edmund Trelawny Backhouse）所載，慈禧在满五十岁之前，嗜好房事，数度祕密地招幸外交官，一夜能行房五次。然而該書被指内容极为离奇荒诞，其虛假及色情兩點令人詬病。一般認為此書的文學价值大于史料价值。

## 家族
| \| \| \| \| \| \| \| \| \| \| \| \| \| \| \| \| \| \| \| \| 高祖父：喀英阿 \| \| \| \| \| \| \| \| \| \| \| \| \| \| \| \| \| \| \| \| \| \| \| \| \| \| \| \| \| \| \| \| \| \| \| \| \| \| \| \| \| \| \| \| \| \| \| \| \| \| \| \| \| \| 曾祖父：刑部员外郎吉郎阿 \| \| \| \| \| \| \| \| \| \| \| \| \| \| \| \| \| \| \| \| \| \| \| \| \| \| \| \| \| \| \| \| \| \| \| \| \| \| \| \| \| \| \| \| \| \| \| \| \| \| \| \| \| \| 祖父：刑部河南司郎中景瑞 \| \| \| \| \| \| \| \| \| \| \| \| \| \| \| \| \| \| \| \| \| \| \| \| \| \| \| \| \| \| \| \| \| \| \| \| \| \| \| \| \| \| \| \| \| \| \| \| \| \| \| \| \| \| 父：山西归绥道道员惠徵 \| \| \| \| \| \| \| \| \| \| \| \| \| \| \| \| \| \| \| \| \| \| \| \| \| \| \| \| \| \| \| \| \| \| \| \| \| \| \| \| \| \| \| \| \| \| \| \| \| \| \| \| \| \| 祖母：瓜爾佳氏 \| \| \| \| \| \| \| \| \| \| \| \| \| \| \| \| \| \| \| \| \| \| \| \| \| \| \| \| \| \| \| \| \| \| \| \| \| \| \| \| \| \| \| \| \| \| \| \| \| \| \| \| \| \| 孝钦显皇后叶赫那拉氏 \| \| \| \| \| \| \| \| \| \| \| \| \| \| \| \| \| \| \| \| \| \| \| \| \| \| \| \| \| \| \| \| \| \| \| \| \| \| \| \| \| \| \| \| \| \| \| \| \| \| \| \| \| \| 外祖父：归化城副都统惠显 \| \| \| \| \| \| \| \| \| \| \| \| \| \| \| \| \| \| \| \| \| \| \| \| \| \| \| \| \| \| \| \| \| \| \| \| \| \| \| \| \| \| \| \| \| \| \| \| \| \| \| \| \| \| 母：富察氏 \| \| \| \| \| \| \| \| \| \| \| \| \| \| \| \| \| \| \| \| \| \| \| \| \| \| \| \| \| \| \| \| \| \| \| \| \| \| \| \| \| \| \| \| \| \| \| \| \| \| \| \| |                          |  |  |  |  |  |  |  |  |  |  |  |  |  |  |  |
| |                          |  |  |  |  |  |  |  |  |  |  |  |  |  |  |  |
| | 高祖父：喀英阿           |  |  |  |  |  |  |  |  |  |  |  |  |  |  |  |
| |                          |  |  |  |  |  |  |  |  |  |  |  |  |  |  |  |
| |                          |  |  |  |  |  |  |  |  |  |  |  |  |  |  |  |
| | 曾祖父：刑部员外郎吉郎阿 |  |  |  |  |  |  |  |  |  |  |  |  |  |  |  |
| |                          |  |  |  |  |  |  |  |  |  |  |  |  |  |  |  |
| |                          |  |  |  |  |  |  |  |  |  |  |  |  |  |  |  |
| | 祖父：刑部河南司郎中景瑞 |  |  |  |  |  |  |  |  |  |  |  |  |  |  |  |
| |                          |  |  |  |  |  |  |  |  |  |  |  |  |  |  |  |
| |                          |  |  |  |  |  |  |  |  |  |  |  |  |  |  |  |
| | 父：山西归绥道道员惠徵   |  |  |  |  |  |  |  |  |  |  |  |  |  |  |  |
| |                          |  |  |  |  |  |  |  |  |  |  |  |  |  |  |  |
| |                          |  |  |  |  |  |  |  |  |  |  |  |  |  |  |  |
| | 祖母：瓜爾佳氏           |  |  |  |  |  |  |  |  |  |  |  |  |  |  |  |
| |                          |  |  |  |  |  |  |  |  |  |  |  |  |  |  |  |
| |                          |  |  |  |  |  |  |  |  |  |  |  |  |  |  |  |
| | 孝钦显皇后叶赫那拉氏     |  |  |  |  |  |  |  |  |  |  |  |  |  |  |  |
| |                          |  |  |  |  |  |  |  |  |  |  |  |  |  |  |  |
| |                          |  |  |  |  |  |  |  |  |  |  |  |  |  |  |  |
| | 外祖父：归化城副都统惠显 |  |  |  |  |  |  |  |  |  |  |  |  |  |  |  |
| |                          |  |  |  |  |  |  |  |  |  |  |  |  |  |  |  |
| |                          |  |  |  |  |  |  |  |  |  |  |  |  |  |  |  |
| | 母：富察氏               |  |  |  |  |  |  |  |  |  |  |  |  |  |  |  |
| |                          |  |  |  |  |  |  |  |  |  |  |  |  |  |  |  |
| |                          |  |  |  |  |  |  |  |  |  |  |  |  |  |  |  |

### 兄弟姊妹
- 姊 夭折
- 妹 醇親王嫡福晋（醇親王奕譞嫡妃）
  - 第一子 載瀚
  - 第二子 載湉（光緒帝）
  - 第三子
  - 第四子 載洸
- 妹 （慶親王奕劻二弟奕勛嫡妻）
- 大弟 照祥
  - 第一子 德善
- 二弟 桂祥
  - 第一女 靜榮（載澤福晉）
  - 第二女 靜芬（孝定景皇后）
  - 第三女 靜芳
  - 第一子 德恒，字「健亭」
    - 第一女 淑敏
    - 第二女 淑琴
    - 第一子 恩賢

  - 第二子 德祺，字「壽芝」
    - 第一女 希賢
    - 第二女 希嬿
    - 第一子 恩印
    - 第二子 恩顯
    - 第三子 恩民
    - 第四子 恩植
- 三弟 福祥
  - 第一子 德奎，字「文伯」
    - 第一子 恩華
    - 第二女 恩秀
    - 第一子 恩銓
    - 第二子 恩輝
    - 第三子 恩耀
    - 第四子 恩光

## 字画

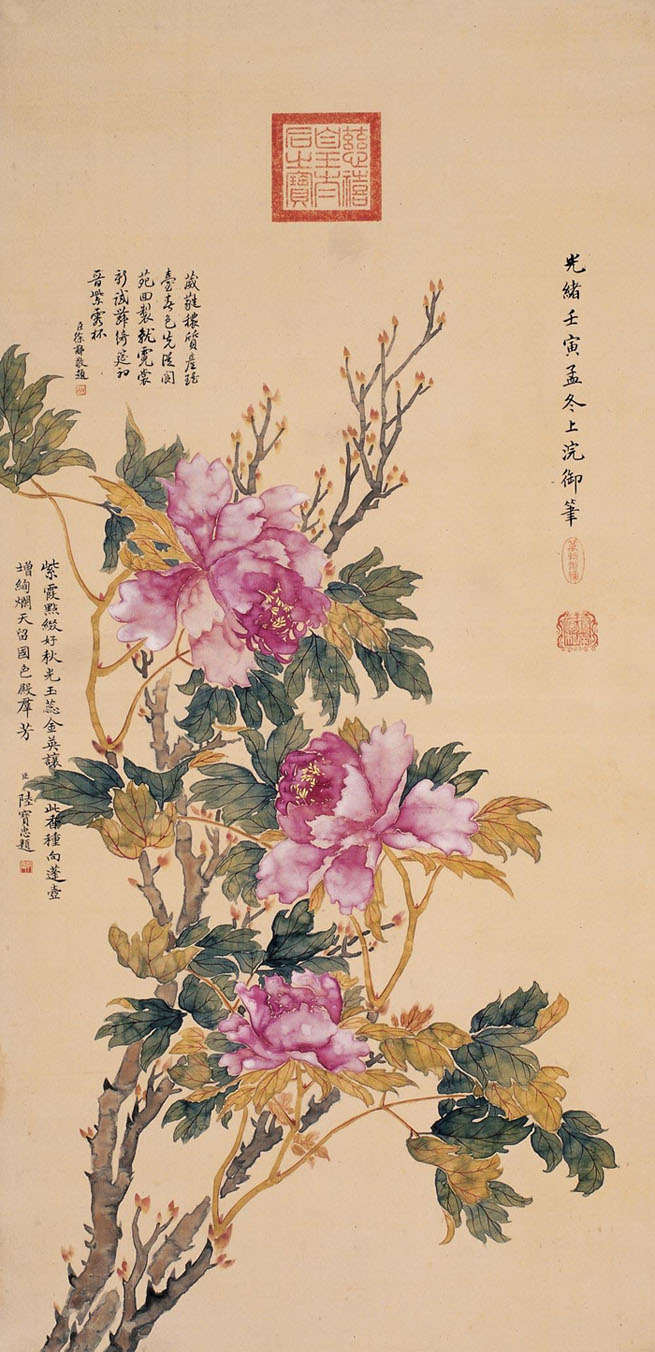
粉色牡丹
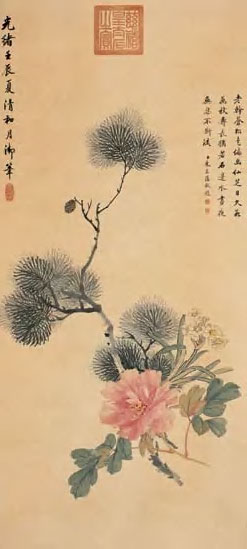
牡丹
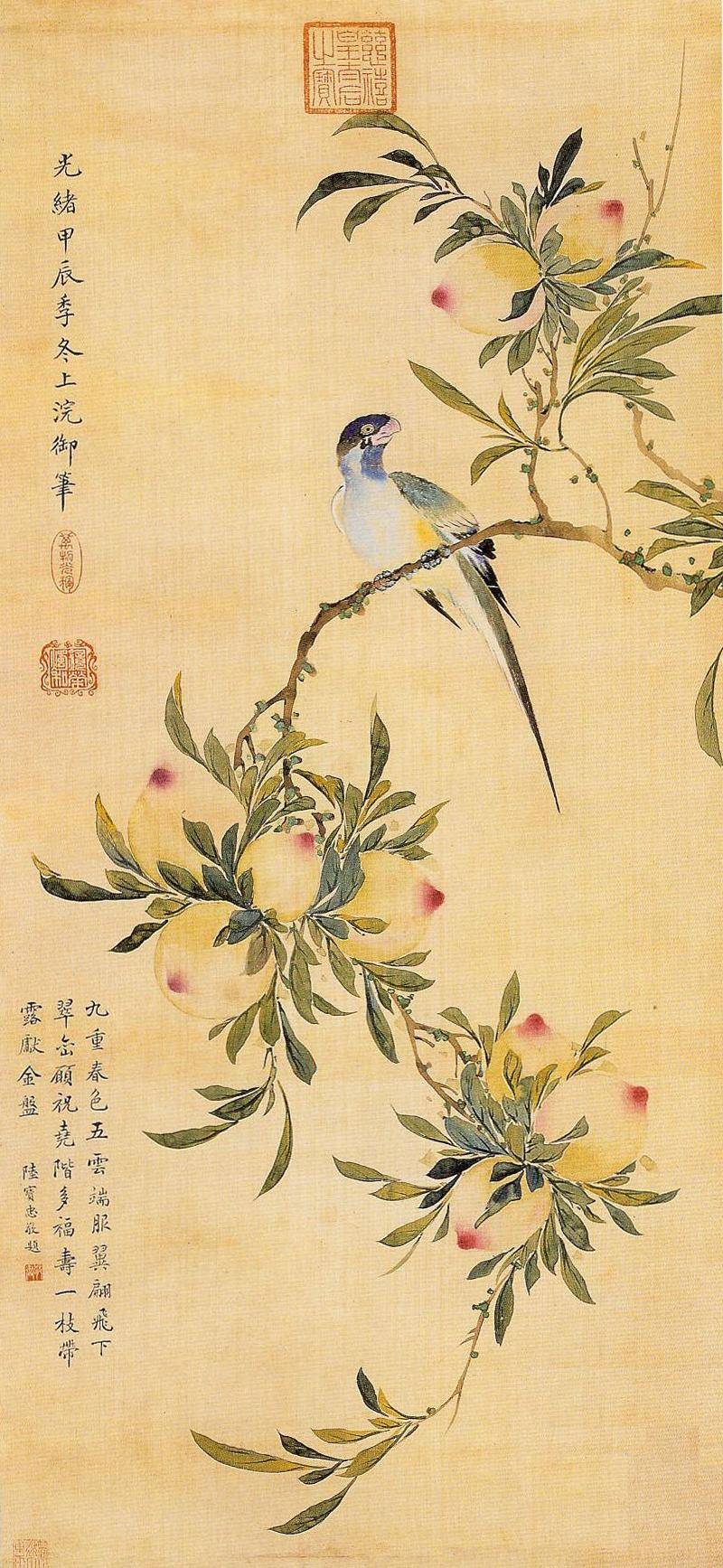
鸟与水果
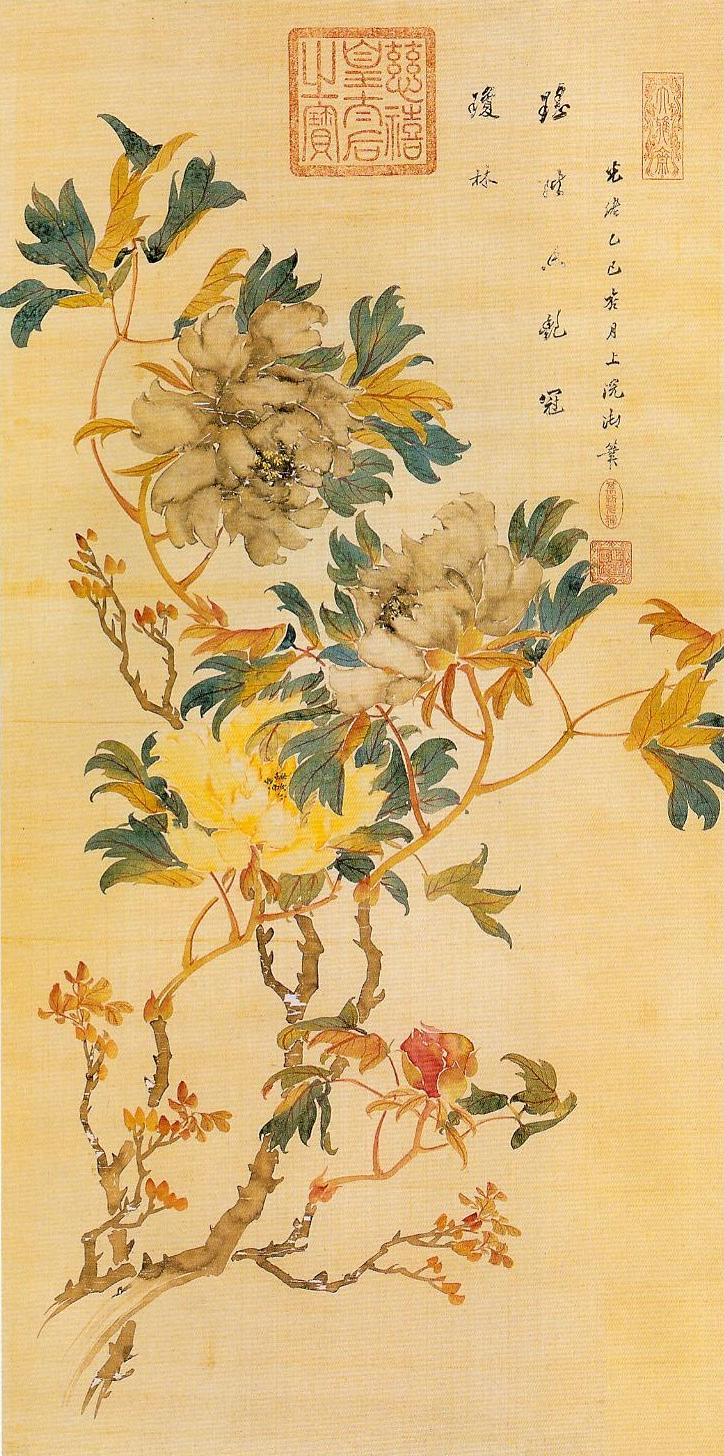
黄牡丹
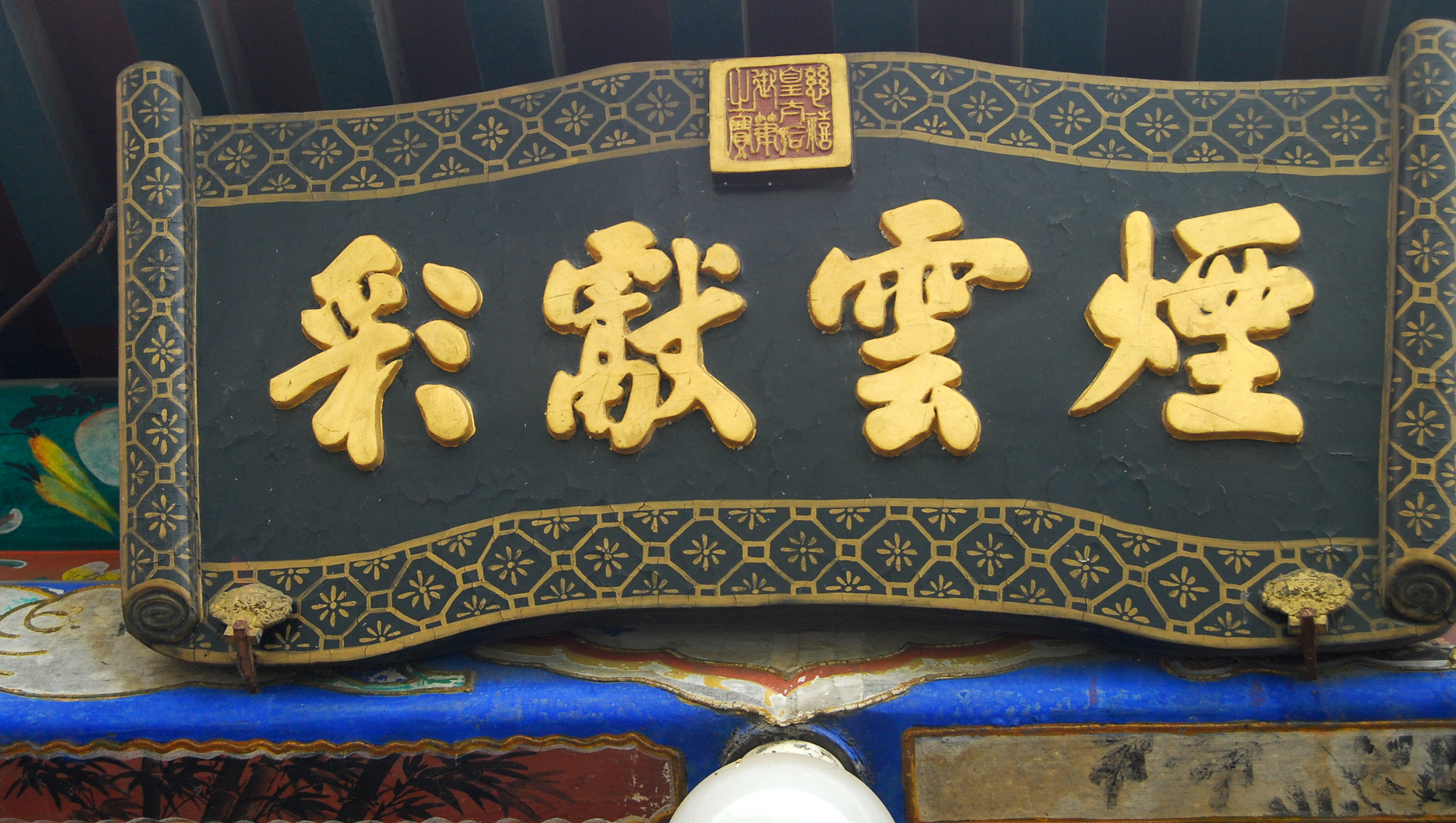
慈禧手书

## 相關影視作品
| 年份             | 影視作品     | 類型   | 飾演的演員 |
| 1950             | 清宫秘史     | 電視劇 | 唐若菁     |
| 1964             | 西太后與珍妃 | 電視劇 | 李湄       |
| 1975             | 倾国倾城     | 電視劇 | 盧燕       |
| 1976             | 瀛台泣血     | 電視劇 | 盧燕       |
| 1982             | 大將軍       | 電視劇 | 梁舜燕     |
| 1988             | 赛金花       | 電視劇 | 梁舜燕     |
| 1987             | 末代皇帝     | 電視劇 | 盧燕       |
| 2006、2008、2019 | 德齡與慈禧   | 話劇   | 盧燕       |

- 《清宮殘夢》、《末代兒女情》、《末代皇孫》（1991年電視劇），由張冰玉飾演慈禧。
- 《庚子风云》《欢喜游龙》《再生緣》《雙印傳奇》，由陳莎莉飾演慈禧。
- 《慈禧外传》，由胡茵夢飾演慈禧。
- 《沧海英雄》《慈禧秘传》《嫁到宫里的男人》《钱王》《日落紫禁城》《太后吉祥》，由斯琴高娃飾演慈禧。
- 《慈禧秘密生活》，由邱淑貞飾演慈禧。
- 《戊戌风云》、《商旗》、《大阿哥溥峻》、《大长垣》，由郑振瑶飾演慈禧。
- 《走向共和》、《德齡公主》、《槍炮侯》，由呂中飾演慈禧。
- 《垂簾聽政》（1983年電影）、《西太后》（又名「一代妖后」，1988年電影）、《大太监李莲英》，由劉曉慶飾演慈禧。
- 《一生为奴》袁立飾演慈禧。
- 《少女慈禧》劉雪華飾演慈禧。
- 《戲說慈禧》（1993年電視劇），由叢珊飾演慈禧。
- 《慈禧太后》（音樂剧），由陳潔儀飾演慈禧。
- 《太平天國》，由韓馬利飾演慈禧。
- 《金牙大狀（貳）》，由柳影虹飾演慈禧。
- 《滿清十三皇朝之血染紫禁城》、《大太監》米雪飾演慈禧。
- 《冒牌皇帝》，由馮寶寶飾演慈禧。
- 《滿清十三皇朝之危城争霸》，由歐陽珮珊飾演慈禧。
- 《德龄与慈禧》（舞台劇），由汪明荃飾演慈禧。
- 《蒼穹之昴》，由田中裕子飾演慈禧。
- 《两宫皇太后》，由方舒飾演慈禧。
- 《最后的格格》，由洪欣飾演慈禧。
- 《十三格格》《一八九四·甲午大海战》，由吕丽萍飾演慈禧。
- 《壮士出征》《总督张之洞》《御花子》《马江海战》，由谢芳飾演慈禧。
- 《清宫气数录》，由梁小冰飾演慈禧。
- 《太平天国》，由盖丽丽飾演慈禧。
- 《十三格格新传》，由朱媛媛飾演慈禧。
- 《红墙绿瓦之残阳》，由朱紫汶飾演慈禧。
- 《慈禧西行》《龙非龙，凤非凤》，由邓婕飾演慈禧。
- 《皇亲国戚》，由凯丽飾演慈禧。
- 《甲午陆战》，由宋春丽飾演慈禧。
- 《賽金花》（1992年電視劇），由王莱飾演慈禧。
- 《末代皇帝》，由朱琳飾演慈禧。
- 《亂世豪門》，由蘇丹丹飾演慈禧。
- 《末代御醫》，由羅蘭飾演慈禧。
- 《神医喜来乐》（2003年电视剧），由宋晓英饰演慈溪
- 《神医喜来乐传奇》（2013年电视剧），由王书勤饰演慈禧。
- 《宣武門》（2024年电视剧），斯琴高娃饰演慈禧。
- 《唐探1900》，奚美娟饰演慈禧。

### 备注
1. ↑  王浩沅《清宫十三朝》稱是「蘭兒」，那根正稱是「杏貞」，兩說均受到質疑。
2. ↑  一說满人稱姑母為爸爸（慈禧禮法上為光緒嗣母，血緣上為光緒伯母暨姨母，並非姑母）；另有一說為滿族常將家中地位顯赫的長輩女子稱呼男性化。

### 引用
1. 1 2 3  《清史稿·卷二百十四·孝钦显皇后》：“孝欽显皇后叶赫那拉氏，安徽徽宁池太广道惠征女。咸丰元年，后被选入宫，号蘭贵人。四年，封懿嫔。六年三月庚辰，穆宗生，进懿妃……（光绪三十四年十月）甲戌，太后崩，年七十四，葬定陵隆福寺。（页面存档备份，存于）”
2. ↑  《漢滿詞典》，劉厚生、李樂營等主編，民族出版社，2005年1月出版，640頁。（ISBN 7-105-06386-6）
3. ↑  清代《玉牒》記載，慈禧太后是「葉赫那拉氏，安徽徽寧池太廣道惠徵女」。
4. ↑  中國第一歷史檔案館藏《宮中雜件》：五月初九日，蘭貴人下新進宮女子四名，麗貴人下新進宮女子四名，五月十一日春貴人下新進宮女子四名，婉常在下新進宮女子四名
5. ↑  《清實錄·文宗實錄·卷之一百五十二》（咸豐四年十一月）○庚寅。上詣......○命協辦大學士賈楨為正使、禮部左侍郎肅順為副使、持節齎冊。晉封懿貴人那拉氏為懿嬪。冊文曰。朕維椒庭翊化.....
6. ↑  中國第一歷史檔案館藏《宮中雜件》：咸豐四年二月二十六日敬事房太監王瑞傳旨：蘭貴人封為懿嬪，為此特記，伊貴人下因病退出女子一名。咸豐四年十二月二十四日敬事房太監張信傳旨：麗貴人封為麗嬪，蘭貴人封為懿嬪，婉貴人封為婉嬪，玫常在封為玫貴人
7. ↑  《宋史·樂志》：「不涸不童，誕降祺祥」，
8. 1 2 3 4 5  雷家聖. . 台北: 五南出版社. 2016年. ISBN 9789571188119.
9. ↑  Timothy Richard ,Forty-five years in China, Chapter 12.
10. ↑  楊崇伊〈掌廣西道監察御史楊崇伊摺〉，《戊戌變法檔案史料》，北京中華書局，1959，p.461.
11. ↑  楊深秀〈山東道監察御史楊深秀摺〉，《戊戌變法檔案史料》，北京中華書局，1959，p.15.
12. ↑  宋伯魯〈掌山東道監察御史宋伯魯摺〉，《戊戌變法檔案史料》，北京中華書局，1959，p.170.
13. ↑  次日朝罢，荣相请独对，问太后曰：传闻将有废立事，信乎？太后曰：无有也。事果可行乎？荣曰：太后行之，谁敢谓其不可行者。（《崇陵传信录》）
14. ↑  荣曰：上春秋已盛，无皇子，不如择宗室近支子建为大阿哥为上嗣，兼祧穆宗，育之宫中，徐承大统，则此举为有名矣。太后沉吟久之曰：汝言是也。（《崇陵传信录》）
15. ↑  荣曰：太后行之谁敢谓其不可者？顾上罪不明，外国公使将起而干涉，此不可不惧也。（《崇陵传信录》）
16. ↑  . 《文史杂志》 2010年03期.   [2010-06-29]. （原始内容存档于2014-10-24） （中文（简体））.
17. ↑  钟里满; 耿左车; 李军. . 清史研究. 2008, (4): 1–12  [2018-08-03]. （原始内容存档于2018-08-03）.
18. ↑  .   [2020-07-23]. （原始内容存档于2020-07-23） （中文（臺灣））.
19. ↑  . 周末报数字报刊. 2012-06-14  [2015-01-01]. （原始内容存档于2015-04-15） （中文（中国大陆））.
20. ↑  爱新觉罗·溥仪. . 北京: 东方出版社. 2007-06-01: 199–202. ISBN 7506022990.
21. ↑  . 凤凰网.   [2012年]. （原始内容存档于2012-03-02） （中文（中国大陆））.
22. ↑  . 新浪网.   [2011年12月26日]. （原始内容存档于2016-03-04）.

## 外部連結
- 唐德剛：〈慈禧太后和她的頤和園〉 （页面存档备份，存于）（1994）
- 汪榮祖：〈記憶與歷史：葉赫那拉氏個案論述 （页面存档备份，存于）〉
- 梁元生：〈為慈禧立傳的兩枝曲筆 （页面存档备份，存于）〉
- 〈張戎為慈禧翻案〉 （页面存档备份，存于）

| 慈禧太后 大清皇室出生于：1835年11月29日逝世於：1908年11月15日 | 慈禧太后 大清皇室出生于：1835年11月29日逝世於：1908年11月15日 | 慈禧太后 大清皇室出生于：1835年11月29日逝世於：1908年11月15日 |
| ------------------------------------------------------------- | ------------------------------------------------------------- | ------------------------------------------------------------- |
| 前任： 慈安太后                                               | 大清皇太后 1861年—1908年                                      | 繼任： 隆裕太后                                               |
| 前任： 昭圣太皇太后                                           | 大清太皇太后 1908年                                           | 帝制結束                                                      |